# Repuesto

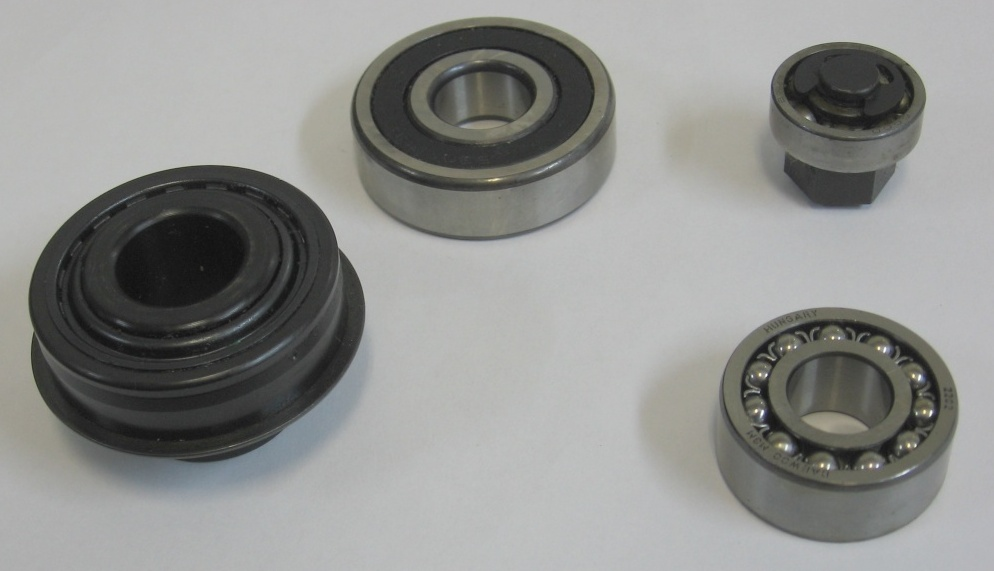
Rodamientos. Repuesto habitual.

Un recambio, repuesto o refacción es una pieza que se utiliza para reemplazar las originales en máquinas que debido a su uso diario han sufrido deterioro o una avería.
Por el contrario, los rodamientos y otros tipos de piezas son sustituidos una vez producida la avería, en forma imprevista.

## Clasificación
En logística, las piezas de repuesto pueden clasificarse a grandes rasgos en dos grupos, las reparables y las consumibles.
Económicamente, hay un equilibrio entre el coste de pedir una pieza de recambio y el coste de reparar una pieza defectuosa. Cuando el coste de la reparación se convierte en un porcentaje significativo del coste de la sustitución, resulta económicamente favorable pedir simplemente una pieza de recambio. En tales casos, se dice que la pieza está "más allá de la reparación económica" (BER por sus siglas en inglés), y el porcentaje asociado a este umbral se conoce como la tasa de BER. El análisis de las compensaciones económicas se evalúa formalmente usando el Análisis de Nivel de Reparación (LORA, por sus siglas en inglés). Estos pueden ser nuevos o bien usados, dando lugar a un fenómeno llamado Canibalismo mecánico en el que los repuestos son usados por máquinas semejantes en servicio. 

### Reparable

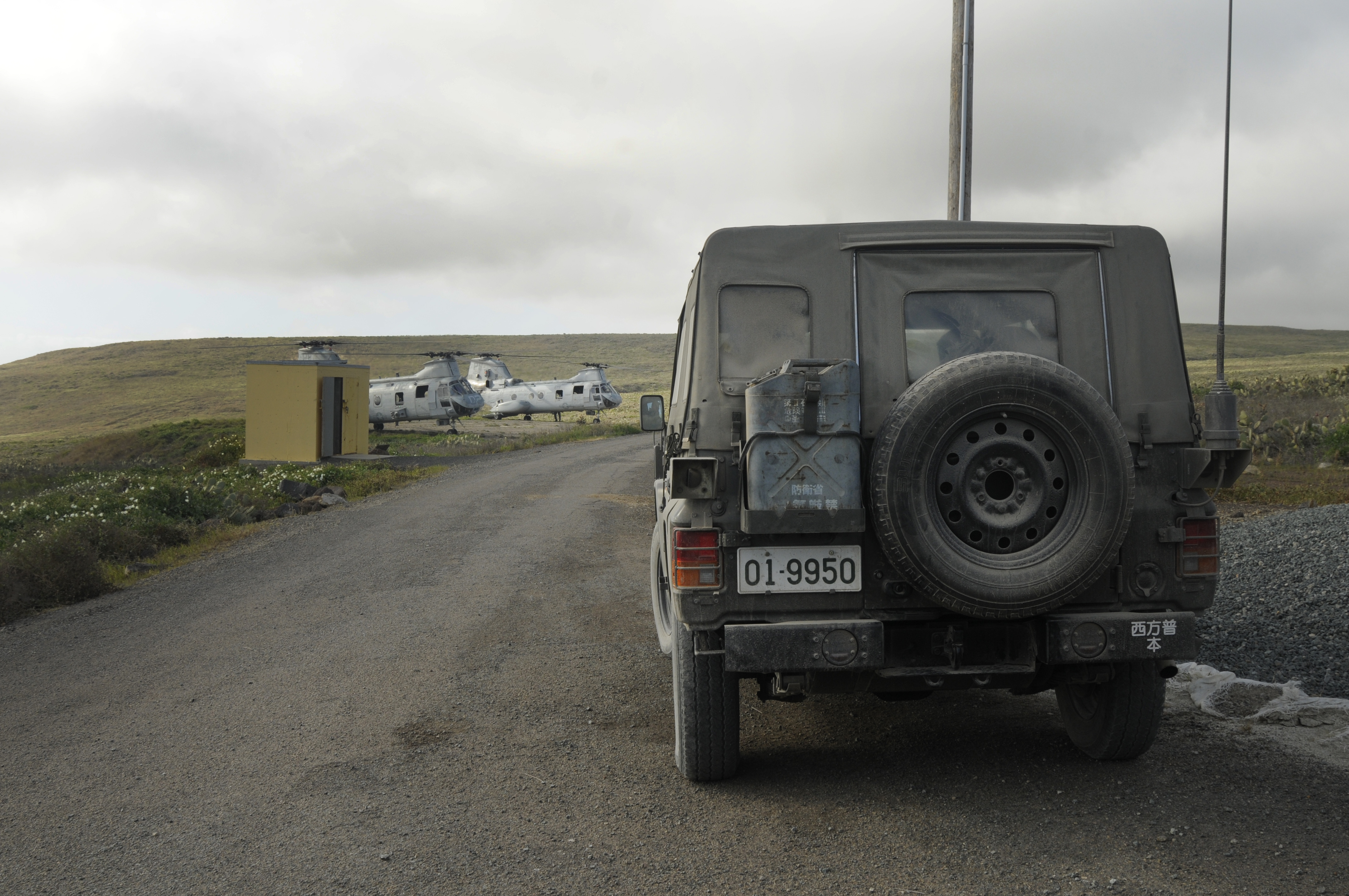
Un neumático de repuesto montado en la parte trasera de un camión ligero Mitsubishi Tipo 73 como ejemplo de una pieza de repuesto reparable.

Las piezas reparables son las que se consideran dignas de reparación, generalmente en virtud de la consideración económica de su costo de reparación. En lugar de asumir el costo de reemplazar completamente un producto terminado, las piezas reparables suelen estar diseñadas para permitir un mantenimiento más asequible al ser más modulares. Esto permite que los componentes se puedan retirar, reparar y sustituir más fácilmente, lo que permite una sustitución más barata. Los repuestos que se necesitan para apoyar la condena de las piezas reparables se conocen como repuestos de reposición .
Una reserva rotativa es un conjunto de inventario de piezas de repuesto reparables que se reserva para permitir que se realicen múltiples reparaciones simultáneamente, lo que puede utilizarse para reducir al mínimo las condiciones de agotamiento de las existencias de artículos reparables. 

### Consumible

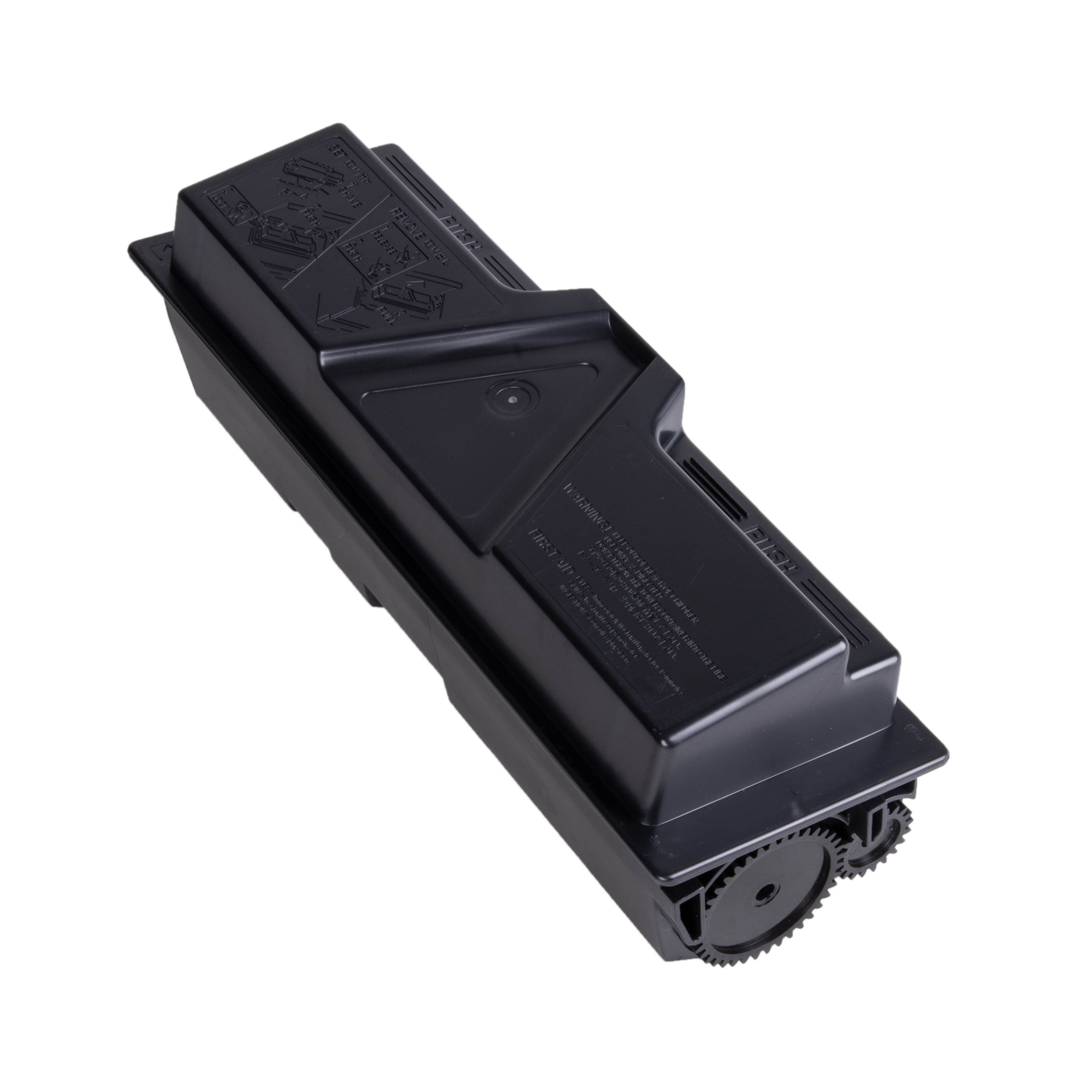
Un cartucho de tóner para impresora, un repuesto consumible.

Las piezas que no son reparables se consideran piezas consumibles. Las piezas consumibles suelen ser desechadas o "condenadas" cuando se descubre que han fallado. Dado que no se hace ningún intento de reparación, durante un tiempo medio fijo entre fallos (MTBF), las tasas de sustitución del consumo de consumibles son superiores a las de un artículo equivalente tratado como pieza reparable. Por lo tanto, los consumibles tienden a ser artículos de menor costo.

Dado que los consumibles son de menor costo y mayor volumen, se pueden obtener economías de escala haciendo pedidos de grandes lotes, lo que se denomina cantidad de pedido económica. 
- Datos: Q1364774
- Multimedia: Spare parts / Q1364774